# Citroën AX
Citroën AX  är en småbil från Citroën som under 1986–98 levererades med några bensin- och dieselmotorvarianter från 1,0 till 1,5 liter, ihågkommen för bland annat första reklamkampanjen när den stod på Kinesiska muren.
AX kom till Sverige 1988 med 1,1 eller 1,4 litersmotor med katalysator. Senare kom AX GT med 80 hkr och AX GTI med hela 95 hkr. Båda motorerna gav mycket goda prestanda i den lätta AX:en. Utomlands fanns även en 1,3-liters AX Sport med dubbla förgasare och 103 hkr. Modellen var avsedd för tävlingsbruk och en sådan byggde Cemoni Ohlsson om till en grupp A rallybil, som han framgångsrikt tävlade med i Rally-SM.
Enligt försäkringsbolaget Folksam är Citroën AX en av de allra farligaste bilarna på marknaden vid en kollision.
Modellen ersattes 1996 av Citroën Saxo.